# Wacław Gaziński
Wacław Gaziński, pseud. Vatz (ur. 8 września 1919 w Powidzu, zm. 4 grudnia 2013 w Hemet) – polski pisarz, rzeźbiarz, kompozytor, wszechstronny artysta z pokolenia Kolumbów, więzień obozów koncentracyjnych KL Mauthausen-Gusen i Dachau.

## Życiorys
Syn Ignacego i Zofii z d. Bulerskiej, urodzony w Powidzu. W 1929 wraz z rodzicami przeprowadził się do pobliskiego Witkowa. Już jako młody człowiek dał się poznać jako aktywny organizator. Był prezesem Katolickiego Stowarzyszenia Młodzieży Męskiej i założycielem Klubu Absolwentów miejscowej szkoły. Działał również jako reżyser, scenograf i aktor amatorskiego teatru oraz autor kabaretu. Uzdolniony muzycznie i wokalnie, uzyskał w Gnieźnie dyplom organisty. Tuż przed wojną, po wygraniu konkursu, przez kilka miesięcy śpiewał w chórze Poznańskiej Opery.
Zaliczony przez władze okupacyjne do elity miasteczka, wraz z grupą przedstawicieli miejscowej inteligencji został aresztowany 4 maja 1940 roku i wywieziony do obozu koncentracyjnego w Dachau. Po kilku miesiącach wraz z transportem więźniów znalazł się w Gusen. W obozie był znany jako rzeźbiarz, poeta, kompozytor i śpiewak. Komponował piosenki m.in. "List do matki", które śpiewał sam lub razem z Tadeuszem Faliszewskim. Niektóre z nich były nagradzane na obozowych konkursach muzycznych. Organizował koncerty i recytacje, na których deklamowali swoje utwory poeci obozowi: Grzegorz Timofiejew, Zdzisław Wróblewski, Mieczysław Paszkiewicz i inni. Wraz z dwoma przyjaciółmi: Stanisławem Walczakiem (pseud. Bim) – oraz Zdzisławem Wróblewskim stworzył rodzaj grupy artystycznej „Klub Trzech Wagabundów”. W maju 1945, po wyzwoleniu obozu przez Amerykanów, redagował wraz ze Zdzisławem Wróblewskim kilkanaście numerów gazetki „Wspólny Front” w Linzu. W sumie, jako polityczny więzień obozów nazistowskich, przeżył tam pięć lat i jeden dzień.
Po wojnie, początkowo mieszkał w Austrii, następnie w Niemczech. Studiował filozofię na Uniwersytecie w Dillingen, w Bawarii. Był również kierownikiem muzycznym polonijnego teatru w Monachium. Rysował do "Słowa Polskiego" i "Lecha". Był wszechstronnie uzdolniony. Komponował, pisał, rysował, również rzeźbił. W 1947 na wystawie w Monachium zdobył nagrodę za rzeźbę w drewnie. W 1949 roku wraz z żoną Aliną wyjechał do USA. Urodził im się syn Lech. Przez ponad dziesięć lat mieszkał w Omaha, następnie aż do emerytury w Los Angeles. Pracował jako grafik i fotograf w firmach reklamowych. W wolnym czasie dyrygował polonijnymi chórami, organizował koncerty muzyki polskiej, komponował muzykę kameralną i chóralną. Z jego inspiracji powstało kulturalne stowarzyszenie Szymanowski Society (1977–1992), zrzeszające Polaków z okolic Los Angeles. Pierwszym prezesem organizacji był Stefan Pasternacki, Waclaw Gaziński działał jako Dyrektor Muzyczny. Grupa szczególnie propagowała twórczość Karola Szymanowskiego. Grano również kompozycje Romana Maciejewskiego oraz Wacława Gazińskiego. Jednocześnie kontynuował pozostałe swoje pasje: rzeźbiarstwo i pisanie. Miał kilka lokalnych wystaw swoich prac graficznych i przestrzennych modeli. Należał również do „Valley Writers’ Guild” w Hemet. W latach 80. zajął się spisywaniem swoich wspomnień i przeżyć obozowych. Tak powstał "Wróg", a po nim "Greenhorn" będący opisem dalszego ciągu życia bohatera, już po przyjeździe do Stanów. Napisał także wspomnienia z lat dziecięcych pt. "Dziw".
Zmarł w miejscowości Hemet, w stanie Kalifornia, w wieku 94 lat.

## Twórczość
1. Kolorowa ścieżka – opowiadanie dla młodzieży wydane pod pseudonimem W. Budrys, Wydawnictwo: Słowo Polskie, 1946
2. Bez Atu Wydawnictwo: Słowo Polskie, Dachau-Monachium-Freimann-Dillingen 1947
3. Pieśni gusenowskie "O, mój Buchenwaldzie!", "Ballada o Chrystusie z Dachau," oraz "Tak mi brak Twej pieszczoty" - Kolekcja Aleksandra Tytusa Kulisiewicz
4. Wróg: pięć lat i jeden dzień w Dachau i Gusen Poznań : Systherm Serwis, 2003